# Vô sản toàn thế giới, đoàn kết lại!

Quốc huy của Liên Xô có khẩu hiệu được trang trí trên những dải ruy-băng trong 15 ngôn ngữ được nói trong liên bang

"Vô sản toàn thế giới, đoàn kết lại!" là một trong những lời kêu gọi tập hợp nổi tiếng nhất từ tác phẩm Tuyên ngôn của Đảng Cộng sản bởi Karl Marx và Friedrich Engels (tiếng Đức: Proletarier aller Länder, vereinigt euch!) dịch theo chính xác từng chữ là những người vô sản của tất cả các nước, kết hợp lại nhưng sớm được đại chúng hóa trong tiếng Anh như là "Workers of the world, unite! You have nothing to lose but your chains!-"Vô sản toàn thế giới, đoàn kết lại! Bạn không có gì để mất ngoại trừ xiềng xích của bạn!. Một biến thể của cách nói này ("Workers of all lands, unite! - Vô sản toàn thế giới, đoàn kết lại!") cũng được khắc trên bia mộ của Marx. Bản chất của khẩu hiệu là những thành viên của giai cấp lao động khắp thế giới phải hợp tác để đạt được chiến thắng trong xung đột giai cấp.

## Tổng quan
Năm năm trước Tuyên ngôn của Đảng Cộng sản, câu khẩu hiệu này đã xuất hiện năm 1843 trong cuốn sách The Workers' Union bởi Flora Tristan.
Tổ thức The International Workingmen's Association- Hiệp hội công nhân quốc tế, đã mô tả bởi Engels như là sự hoạt động quốc tế đầu tiên của giai cấp công nhân được thuyết phục bởi Engels để thay đổi khẩu hiệu từ Ngôn ngữ của Thiên Chúa giáo all men are brothers tới công nhân của toàn thể các nước, đoàn kết!. Nó phản chiếu quan điểm chủ nghĩa quốc tế vô sản của Marx và Engels. 
Câu nói có nhiều lớp nghĩa: đầu tiên, rằng công nhân nên kết hợp trong những hiệp hội để thúc đẩy tốt hơn cho những yêu cầu như tiền lương và những điều kiện nơi làm việc; thứ hai, rằng công nhân nên nhìn thấy trước những nghiệp đoàn theo nghề nghiệp khác nhau của họ và kết hợp chống lại hệ thống tư bản chủ nghĩa; và thứ 3, rằng công nhân của những quốc gia khác nhau có nhiều nhiều điểm chung với nhau hơn là công nhân và chủ lao động của cùng quốc gia.
Câu nói cũng được sử dụng bởi tổ chức Industrial Workers of the World (IWW) trong tài liệu xuất bản và bài viết của họ và chủ đề chính trong các cuộc biểu tình -Ngày công nhân quốc tế. Tổ chức IWWW đã sử dụng nó khi phản đối Thế chiến I trong cả hai nước, Úc và Hoa Kỳ.
Khẩu hiệu cũng là khẩu hiệu của Liên Xô (Пролетарии всех стран, соединяйтесь!; Proletarii vsekh stran, soyedinyaytes'!) và nó đã xuất hiện trong Quốc huy Liên Xô. Nó cũng xuất hiện trên tiền giấy của Nga Xô viết năm 1919, trên đồng rúp Liên Xô từ 1921-1934 và trong hầu hết các tờ báo Liên Xô.
Môt vài đảng viên và đảng cộng sản tiếp tục sử dụng nó. Hơn nữa, nó thường được hô to trong suốt những cuộc đình công- lao động và biểu tình.

## Những biến thể
Trong bản dịch đầu tiên của Tuyên ngôn Đảng cộng sản xuất bản năm 1848, người dịch Pehr Götrek đã thay khẩu hiệu với Folkets röst, Guds röst! (i.e. Vox populi, vox Dei, or "The Voice of the People, the Voice of God"). Tuy nhiên, những bản dịch sau được bao gồm khẩu hiệu gốc.

## Trở thành tiêu ngữ của Liên Xô
Tiêu ngữ này đã được sử dụng ở các nước Xã hội chủ nghĩa. Những ngôn ngữ bên dưới là được sử dụng trong quốc huy Liên Xô.
- tiếng Armenia: Պրոլետարներ բոլոր երկրների, միացե՛ք
Romanization: Proletarner bolor yerkrneri, miats'ek'!
- tiếng Azerbaijani: Bütün ölkələrin proletarları, birləşin!
Cyrillic: Бүтүн өлкәләрин пролетарлары, бирләшин!
- tiếng Belarus: Пралетарыі ўсіх краін, яднайцеся!
Łacinka: Praletaryi ŭsich krain, jadnajciesia!
- tiếng Estonia: Kõigi maade proletaarsed, ühinege!
- tiếng Gruzia: პროლეტარებო ყველა ქვეყნისა, შეერთდით!
Romanization: Proletarebo q'vela kveq'nisa, sheertdit!
- tiếng Kazakh: Барлық елдердің пролетарлары, бірігіңдер! (Barlyq elderdiń proletarlary, birigińder!)
- tiếng Kyrgyz: Бардык өлкөлордүн пролетарлары, бириккиле!
- tiếng Latvia: Visu zemju proletārieši, savienojieties!
- tiếng Litva: Visų šalių proletarai, vienykitės!
- tiếng Romania: Пролетарь дин тоате цэриле, уници-вэ!
Romanization: Proletari din toate țările, uniți-vă!
- tiếng Nga: Пролетарии всех стран, соединяйтесь!
romanization:Proletarii vseikh stran, soyedinyaytes'!
- tiếng Tajik: Пролетарҳои ҳамаи мамлакатҳо, як шавед!
Romanization: Proletarhoi hamai mamlakatho, yak shaved!
- tiếng Turkmen: ähli ýurtlaryň proletarlary, birleşiň!
Cyrillic: әхли юртларың пролетарлары, бирлешиң!
- tiếng Ukraina: Пролета́рі всіх краї́н, єдна́йтеся!
Romanization: Proletari vsikh krayin, yednaytesya!
- tiếng Uzbek: Butun dunyo proletarlari, birlashingiz!
Cyrillic: Бутун дунё пролетарлари, бирлашингиз!

## Các phiên bản bằng các ngôn ngữ khác nhau
Quốc tế ngữ: Proletoj el ĉiuj landoj, unuiĝu!
- Tiếng Việt: "Vô sản toàn thế giới, đoàn kết lại!" Hán Nôm: "無產全世界, 團結吏! "
- Tiếng Nga: "Пролетарии всех стран, соединяйтесь!"  Chữ Latinh: "Proletarii vsekh stran, soedinyaytes!"
- Tiếng Hy Lạp: "Προλετάριοι όλου του κόσμου, ενωθείτε!"    Chữ Latinh: "Proletárii ólu tu kósmu, enōthíte!"
- Tiếng Anh: "Workers of the world, unite!"
- Tiếng Trung Quốc: 「全世界無產者，聯合起來！」  Bính âm: "Quán shìjiè wúchǎnzhě, liánhé qǐlái!"
- Tiếng Nhật: 「万国の労働者よ、団結せよ！」  Rōmaji: "Bankoku no rōdōsha yo, danketsu seyo!"
- Tiếng Triều Tiên: “만국의 노동자들이여, 단결하라!”  Romaja quốc ngữ: "Man'gungeui Nodongjadeuliyeo, dangyeolhara!"  Hanja: "萬國의 勞動者들이여, 團結하라! "
- Tiếng Ả Rập: "يا عمال العالم اتحدوا!"    Chữ Latinh: "Yā ʿummālu l-ʿālam ittaḥidū!"
- Tiếng Bengal: "দুনিযার মজুর এক হও!"
- Tiếng Pháp: "Prolétaires de tous les pays, unissez-vous"
- Tiếng Đức: "Proletarier aller Länder, vereinigt euch!"

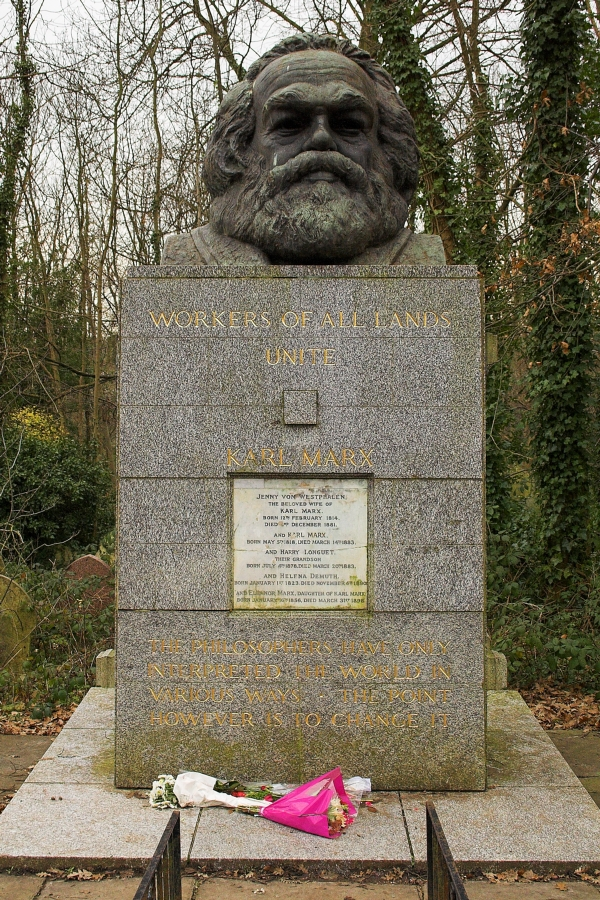
Bia mộ của Karl Marx tại nghĩa trang Highgate mang slogan "Workers of All Lands Unite"